# توکوگاوا میتسوکونی
توکوگاوا میتسوکونی (به ژاپنی: 徳川光圀 Tokugawa Mitsukuni)؛ ۱۱ ژوئیهٔ ۱۶۲۸ – ۱۴ ژانویهٔ ۱۷۰۱) یک دایمیو در زمان شوگون‌سالاری توکوگاوا در اوایل دوره ادو که از نظر سیاسی دارای نفوذ بسیاری بود. او سومین پسر توکوگاوا یوریفوسا بود و پدرش یازدهمین پسر توکوگاوا ایه‌یاسو بوده است. میتسوکونی پس از پدرش دومین دایمیوی قلمروی میتو شد.